# José Pablo Feinmann

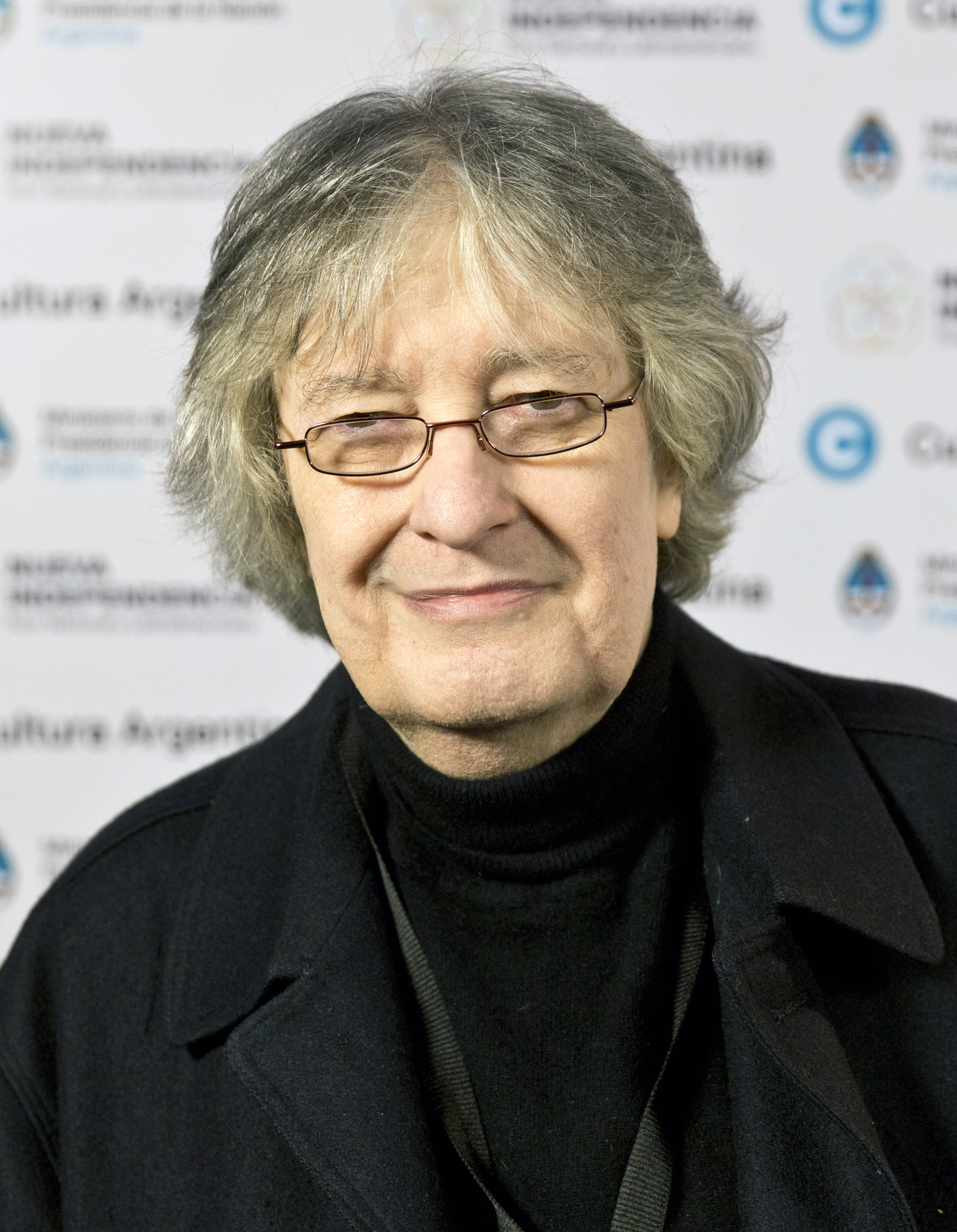
Feinmann im Jahr 2015

José Pablo Feinmann (* 29. März 1943 in Buenos Aires; † 17. Dezember 2021 ebenda) war ein argentinischer Philosoph und Schriftsteller.
Als Gustavo Rearte 1957 die Juventud Peronista (JP) gründete, gehörte Feinmann zu den ersten Mitgliedern. Feinmann studierte an der Universidad de Buenos Aires und gründete dort 1973 das Centro de Estudios del Pensamiento Latinoamericano.
Feinmann war neben seinen literarischen Werken u. a. wegen seiner TV-Sendung Filosofia aquí y ahora bekannt. Er lebte mit seiner Ehefrau María Julia Bertotto und den beiden Töchtern Veróníca und Virginia in Buenos Aires.

## Werke (Auswahl)
Drehbücher
- 1982 Últimos días de la víctima
- 1984 En retirada
- 1985 Luna caliente
- 1987 Tango Bar
- 1988 Matar es morir un poco
- 1989 Cuerpos perdidos
- 1990 Play murder for me
- 1990 Negra Medianoche
- 1992 Al filo de la ley
- 1994 Facundo, la sombra del tigre
- 1996 Eva Perón
- 1997 Ni el tiro del final
- 1999 El visitante
- 1999 Ángel, la diva y yo
- 2000 El amor y el espanto
- 2004 Ay, Juancito

Essays
- 1974 El peronismo y la primacía de la política
- 1982 Filosofía y nación. Estudios sobre el pensamiento argentino
- 1983 Estudios sobre el peronismo. Historia, método, proyecto
- 1984 El mito del eterno fracaso
- 1986 La creación de lo posible
- 1987 López Rega, la cara oscura de Perón
- 1994 Ignotos y famosos. Política, posmodernidad y farándula en la nueva Argentina
- 1998 La sangre derramada. Ensayo sobre la violencia política
- 2000 Pasiones de celuloide. Ensayos y variedades sobre cine
- 2002 Escritos imprudentes. Argentina, el horizonte y el abismo
- 2004 La historia desbocada
- 2005 Escritos imprudentes II. Argentina, América Latina y el imperio global
- 2006 El cine por asalto. Ensayo y variaciones
- 2008 La filosofía y el barro de la historia
- 2011/2010 Peronismo. Filosofía política de una persistencia argentina
- 2011 El Flaco. Diálogos irreverentes con Néstor Kirchner
- 2013 Filosofía política del poder mediático

Romane
- 1979 Últimos días de la víctima
- 1981 Ni el tiro del final
- 1990 La astucia de la razón
- 1992 El cadáver imposible, deutsch: Die unmögliche Leiche, a. d. arg. Spanisch v. Thomas Brovot, Kunstmann-Verlag, München 1997; E-Book: Edition diá, Berlin 2015, ISBN 978-3-86034-547-4 (Epub) und ISBN 978-3-86034-647-1 (MobiPocket)
- 1994 Los crímenes de Van Gogh, deutsch: Die Verbrechen des Van Gogh, a. d. arg. Spanisch v. Thomas Brovot u. Christian Hansen, Kunstmann-Verlag, München 2001; E-Book: Edition diá, Berlin 2015, ISBN 978-3-86034-548-1 (Epub) und ISBN 978-3-86034-648-8 (MobiPocket)
- 1994 El ejército de ceniza
- 2000 El mandato
- 2003 La crítica de las armas
- 2005 La sombra de Heidegger
- 2009 Timote
- 2009 Carter en Vietnam
- 2009 Carter en New York

Theaterstücke
- 1998 Cuestiones con Ernesto Che Guevara
- 2002 Sabor a Freud

Beitrag zu Fotoband
- 2003 Buena memoria: ein fotografischer Essay von Marcelo Brodsky, Hatje Cantz, Ostfildern